# Jalen Hurts
Jalen Alexander Hurts (Houston, 7 agosto 1998) è un giocatore di football americano statunitense che milita nel ruolo di quarterback per i Philadelphia Eagles della National Football League (NFL).

## Carriera universitaria

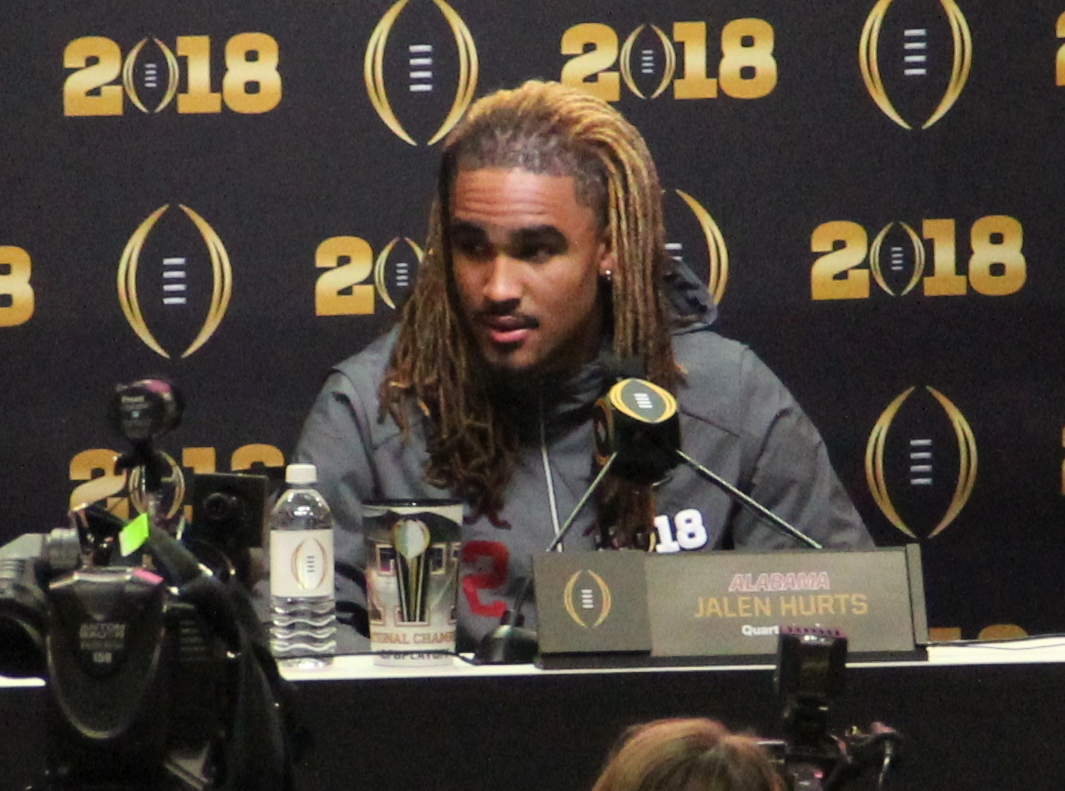
Hurts con Alabama nel 2018

Hurts iniziò la carriera nel college football nel 2016 con gli Alabama Crimson Tide. Divenne titolare già alla seconda partita e chiuse la stagione con 2.780 yard passate, 23 touchdown e 9 intercetti subiti, venendo premiato come giocatore offensivo dell'anno della Southeastern Conference e come debuttante dell'anno. Guidò i Crimson Tide fino alla finale del campionato NCAA dove la sua squadra fu superata da Clemson. L'anno seguente Hurts portò Alabama a un record di 13-1, venendo premiato come miglior giocatore offensivo dello Sugar Bowl 2018. Nella gara successiva, la finale del campionato, fu messo in panchina a metà partita in favore di Tua Tagovailoa che portò la squadra alla vittoria ai supplementari contro Georgia. Nel 2018 Tagovailoa fu nominato titolare di Alabama ma Hurts riuscì a comunque a trovare il suo spazio all'interno della rotazione della squadra. Nella finale della SEC di quell'anno rilevò l'infortunato titolare e guidò la squadra alla vittoria su Georgia.
Il 16 gennaio 2019, Hurts annunciò che si sarebbe trasferito alla University of Oklahoma per il suo ultimo anno di eleggibilità. Essendosi già laureato avrebbe potuto scendere in campo immediatamente. Nella prima partita come Sooner stabilì immediatamente un nuovo record di istituto per yard guadagnate in una partita (precedentemente detenuto da Baker Mayfield), facendone registrare 508 contro Houston. La stagione si concluse con il titolo della Big 12 Conference e un posto nei playoff, dove Oklahoma fu eliminata dai futuri campioni di LSU nel Peach Bowl. Grazie alla sua stagione di successo si piazzò secondo nelle votazioni dell'Heisman Trophy dietro a Joe Burrow.

## Carriera professionistica

### Philadelphia Eagles

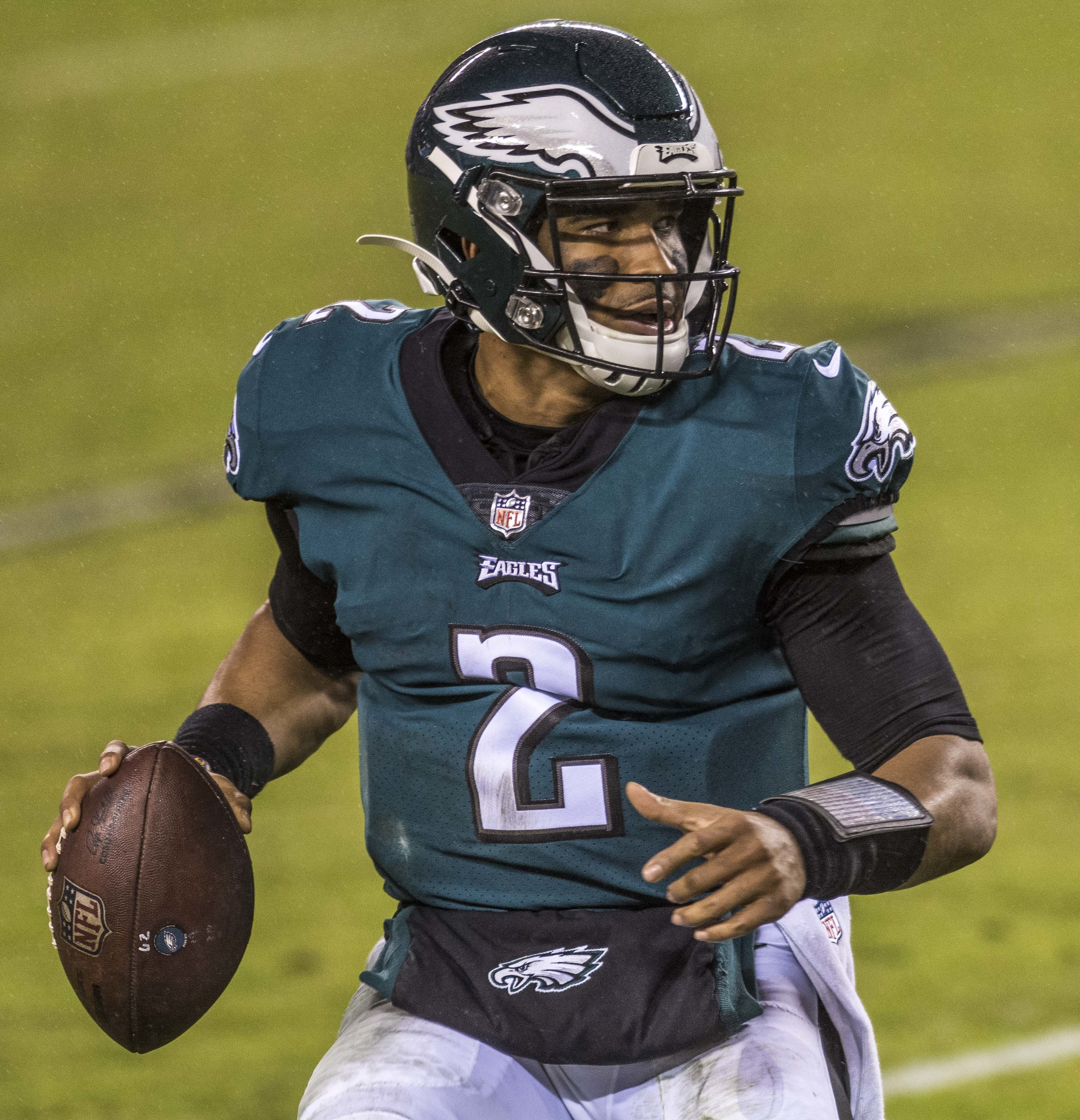
Hurts nell'ultimo turno della stagione 2020

#### Stagione 2020
Hurts fu scelto nel corso del secondo giro (53º assoluto) dai Philadelphia Eagles nel Draft NFL 2020. Dopo essere stato la riserva di Carson Wentz nelle prime 13 settimane, fu nominato per la prima volta titolare per la gara del 14º turno contro i New Orleans Saints. In quella partita, contro la squadra con il miglior record della NFC e una delle migliori difese della lega, Hurts guidò gli Eagles alla vittoria per 24-21 con 167 yard passate, un touchdown e divenne il secondo quarterback della storia a superare le 100 yard corse nella sua prima gara come titolare. La settimana successiva passò 338 yard, 3 touchdown e ne segnò un quarto su corsa ma gli Eagles furono sconfitti dagli Arizona Cardinals del suo predecessore a Oklahoma, Kyler Murray. La sua annata si chiuse con 989 yard passate, 6 touchdown e 3 intercetti in 14 partite, di cui 3 come titolare.

#### Stagione 2021

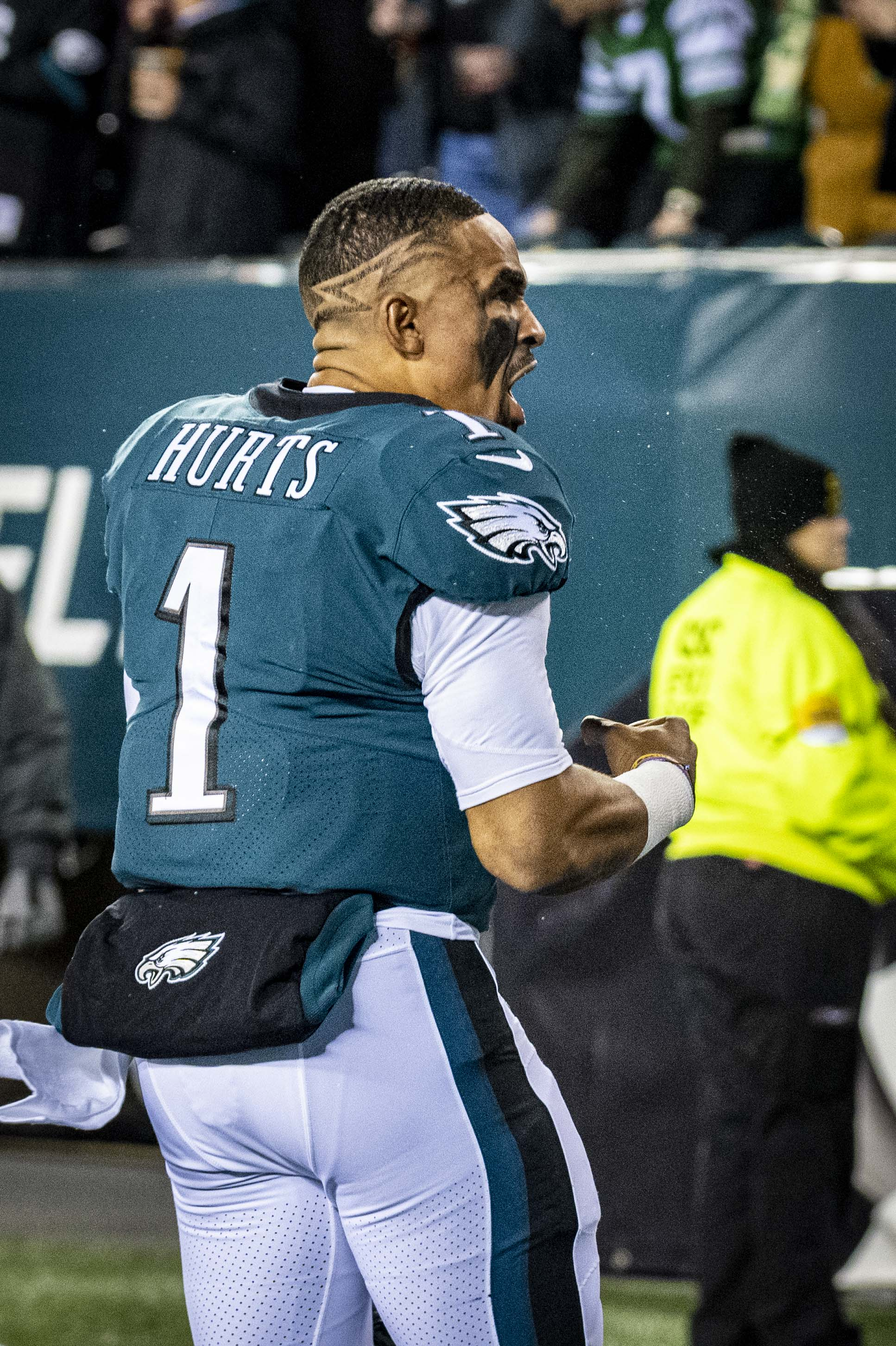
Hurts nel 2021

Nel 2021 Wentz fu ceduto ad Indianapolis e Hurts fu confermato titolare, passando 264 yard e 3 touchdown nella vittoria del primo turno contro gli Atlanta Falcons. La sua annata si chiuse con 3.144 yard passate, 16 touchdown, 9 intercetti e altri 10 touchdown segnati su corsa. Guidò tutti i quarterback in yard corse e touchdown su corsa.
Nel primo turno di playoff contro i Tampa Bay Buccaneers, Hurts passò 258 yard e un touchdown ma commise un fumble e subì due intercetti nella sconfitta per 31–15.

#### Stagione 2022

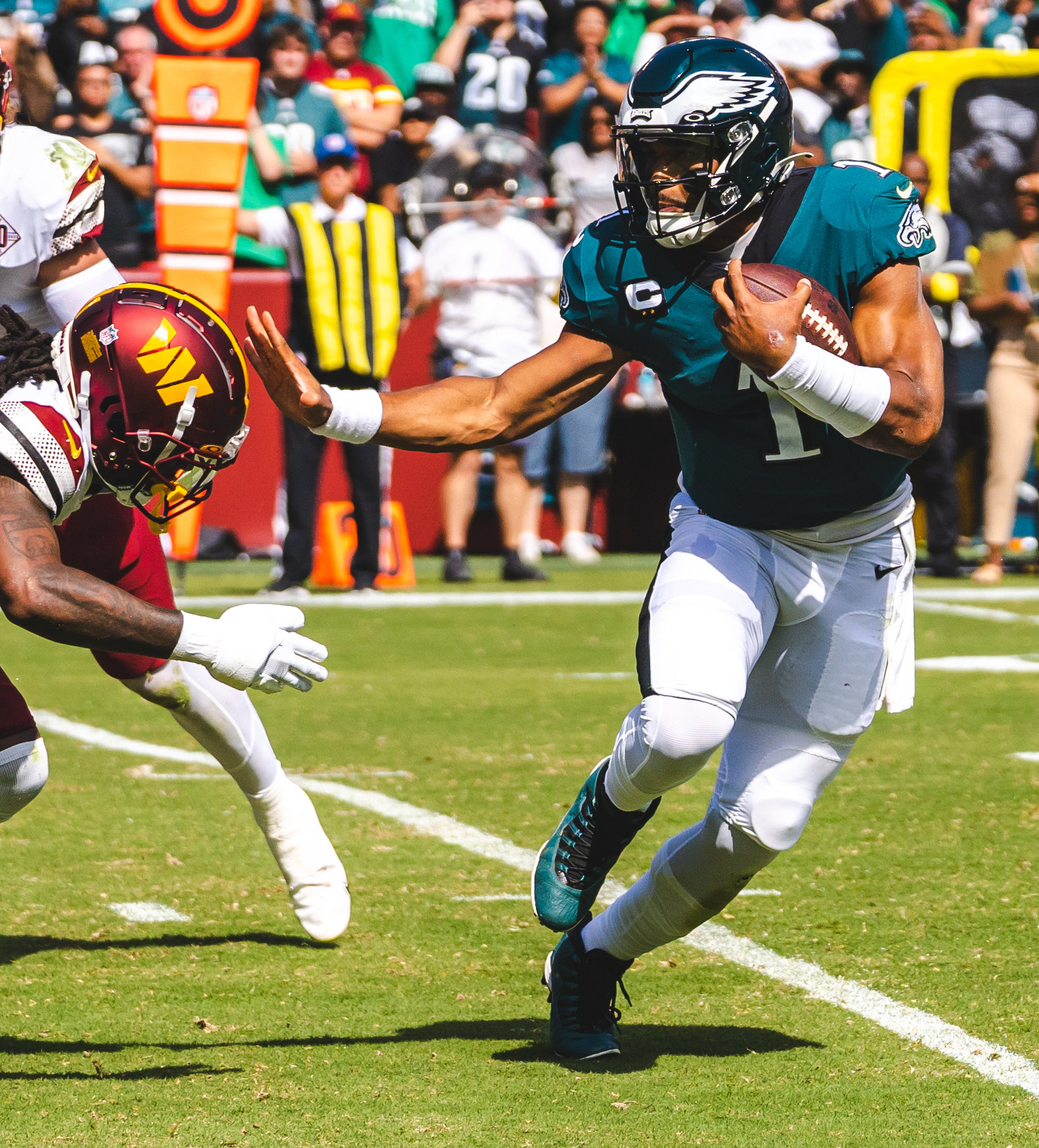
Hurts contro Washington nel 2022

Hurts e gli Eagles aprirono la stagione 2022 con una vittoria sui Detroit Lions dopo di che batterono i Minnesota Vikings nel Monday Night Football in cui Hurts disputò una prova di livello con 333 yard passate, un touchdown e altri due segnati su corsa. Nel terzo turno vinse il titolo di quarterback della settimana dopo 340 yard e 3 touchdown contro i Washington Commanders. Alla fine di settembre fu premiato come giocatore offensivo della NFC del mese in cui guidò la conference con 916 yard passate e un passer rating di 106,5, mantenendo gli Eagles imbattuti.
Nella vittoria del 12º turno vinto contro i Green Bay Packers, Hurts divenne il primo quarterback della storia con almeno 150 yard passate, almeno 150 yard corse e più di un passaggio da touchdown nella stessa partita. Per questa prestazione fu premiato come giocatore offensivo NFC della settimana. Ottenne lo stesso riconoscimento nel turno successivo grazie a 380 yard passate, 3 touchdown passati, uno segnato su corsa e un passer rating di 130,3 nella vittoria sui Tennessee Titans, nonché quello di quarterback della settimana.
Dopo avere perso due gare per infortunio, Hurts tornò in campo nell'ultimo turno portando la squadra alla vittoria sui Giants che valse agli Eagles il miglior record della NFC (14-3) e la possibilità di saltare il primo turno di playoff. A fine stagione Hurts fu convocato per il suo primo Pro Bowl e inserito nel Second-team All-Pro. Inoltre si classificò secondo nel premio di MVP della NFL dietro a Patrick Mahomes. I suoi 13 touchdown su corsa furono il secondo risultato della lega nel 2022.

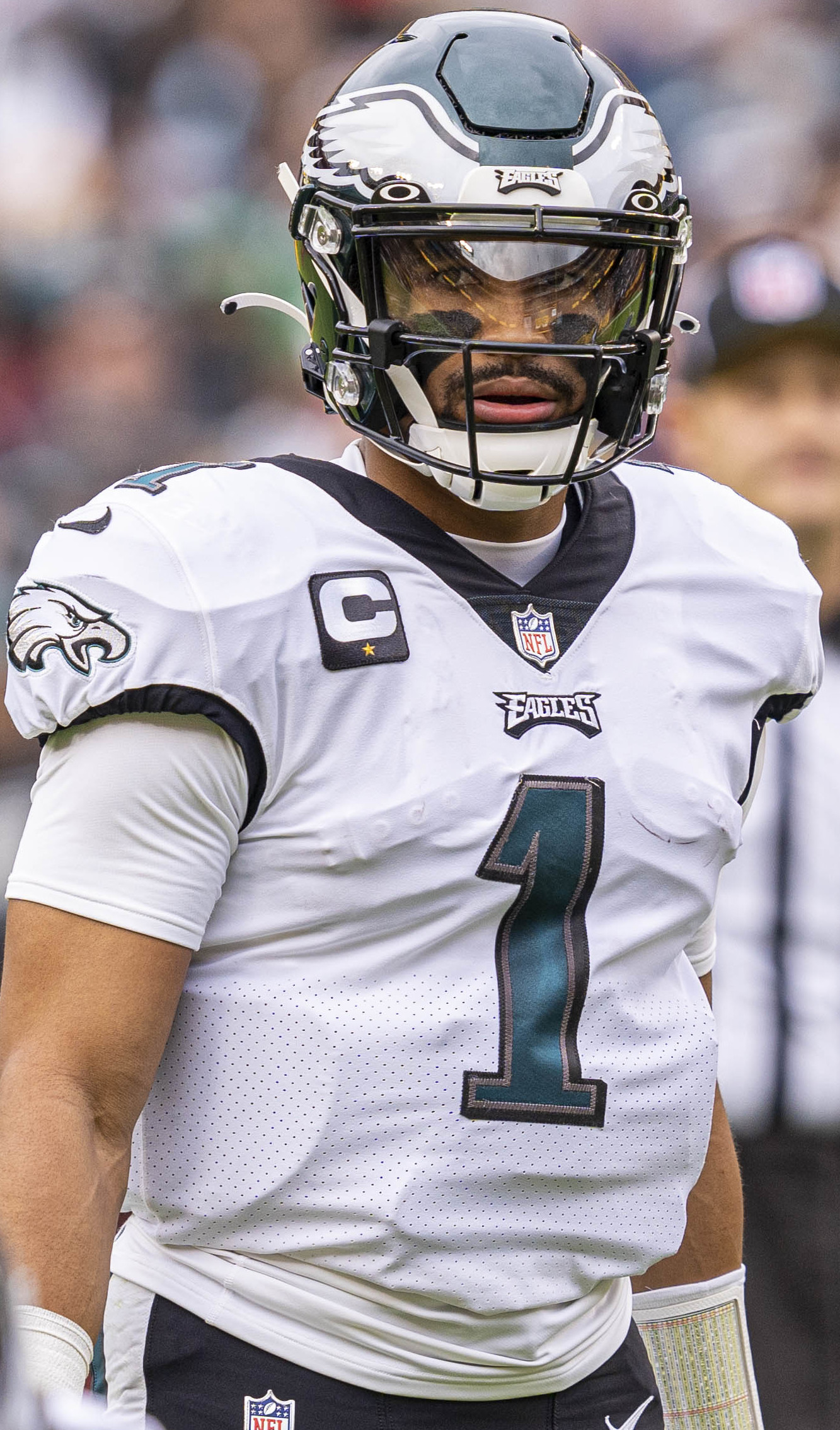
Hurts nel 2022

Nel divisional round dei playoff contro i Giants, Hurts passò 154 yard, 2 touchdown e ne segnò un terzo su corsa nella netta vittoria per 38-7. La settimana successiva nella finale della NFC gli Eagles si qualificarono per il Super Bowl battendo i San Francisco 49ers 31-7, con il giocatore che passò 121 yard e segnò un touchdown su corsa, il 15º della sua stagione, un record NFL tra stagione regolare e playoff per un quarterback. Il 12 febbraio 2023, nel Super Bowl LVII contro i Kansas City Chiefs, Hurts passò 304 yard e un touchdown, superò il record di yard corse per un quarterback di Steve McNair nell'evento con 70 e segnò 3 touchdown su corsa, pareggiando il record del Super Bowl di Terrell Davis. Inoltre con quelle tre marcature e una conversione da due punti pareggiò il record di punti segnati nella finalissima. Gli Eagles furono sconfitti dai Chiefs per 38–35 con un field goal negli ultimi secondi. I 35 punti segnati da Philadelphia furono il massimo per una squadra sconfitta al Super Bowl.

#### Stagione 2023
Il 17 aprile 2023 Hurts firmó con gli Eagles un rinnovo quinquennale del valore di 255 milioni di dollari, diventando il giocatore più pagato nella storia della NFL per stipendio medio annuale (primato battuto dieci giorni dopo da Lamar Jackson). Philadelphia vinse le prime cinque partite, prima di perdere contro i New York Jets in una gara in cui subì tre intercetti. Nell'ottavo turno passò 319 yard e 4 touchdown nella vittoria sui Commanders, venendo premiato come giocatore offensivo della NFC della settimana e come quarterback della settimana. Nella settimana 11 gli Eagles si presero la rivincita sui Chiefs dopo la sconfitta del Super Bowl precedente, con Hurts che disputò la decima gara in carriera con almeno due touchdown su corsa, pareggiando il record NFL per un quarterback stabilito da Cam Newton. La settimana successiva passò tre touchdown e ne segnò due su corsa nella vittoria ai tempi supplementari contro i Buffalo Bills. Dopo quella vittoria, tuttavia, gli Eagles ebbero un finale di stagione estremamente negativo perdendo cinque delle ultime sei gare, inclusa l'ultima con i deboli Giants in cui Hurts fu sostituito a risultato ormai irrecuperabile, dicendo addio al titolo di division, andato ai Cowboys.
Nel primo turno di playoff, gli Eagles furono subito eliminati dai Buccaneers, in una gara in cui Hurts passò 250 yard e un touchdown. Il 30 gennaio 2024 fu convocato per il suo secondo Pro Bowl al posto di Brock Purdy, impegnato nel Super Bowl LVIII, dopo avere passato 3.858 yard, 23 touchdown e 15 intercetti.

#### Stagione 2024: MVP del Super Bowl
Hurts aprì la stagione con 278 yard passate, 2 touchdown e 2 intercetti subiti nella vittoria sui Packers per 34-29 alla Corinthias Arena di San Paolo, in Brasile. Nell'ottavo turno segnó tre touchdown su corsa nella vittoria sui Bengals, salendo al secondo posto nella storia degli Eagles in questa speciale classifica. Due settimane dopo, nella vittoria sui Cowboys per 34-6, giunse a quota 8 touchdown su corsa nelle ultime quattro gare, il massimo per un quarterback in quattro partite consecutive nell'era Super Bowl. Nella settimana 16 fu costretto ad abbandonare la gara contro i Commanders per una commozione cerebrale mentre la squadra era in vantaggio per 14-0, ma che uscì poi sconfitta in assenza del suo quarterback, interrompendo una striscia di 10 vittorie consecutive. A causa di tale infortunio non poté essere in campo nelle ultime due gare della stagione regolare. Questa si concluse con 2.903 yard passate, una percentuale di completamento dei passaggi del 68,7 che fu la sua migliore in carriera fino a quel momento, 18 passaggi da touchdown, 5 intercetti e 14 touchdown su corsa in 15 presenze come titolare, 12 delle quali vinte.

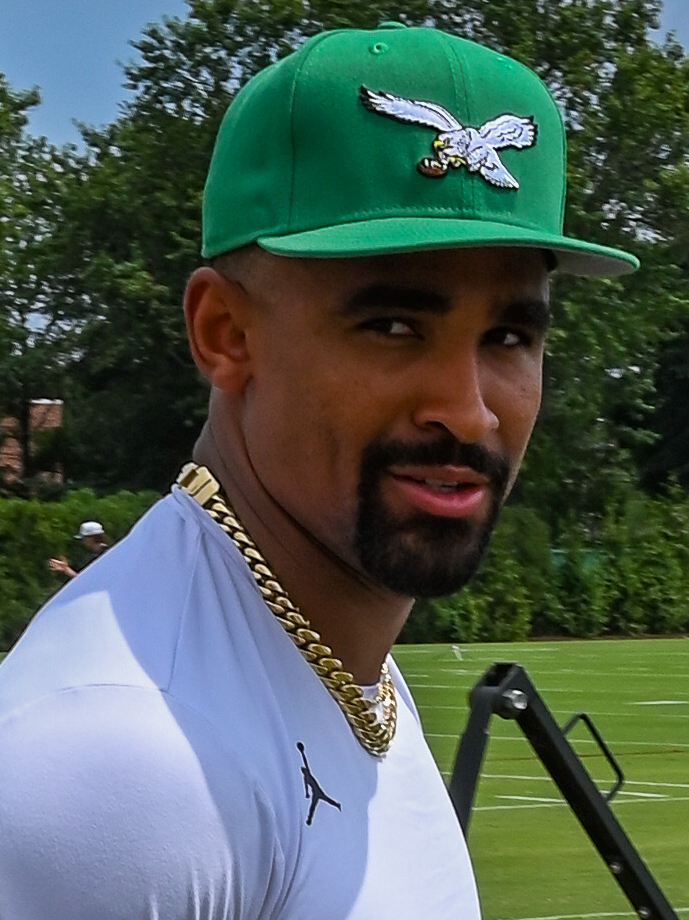
Hurts nel training camp 2025

Hurts tornò in campo nel primo turno di playoff vinto contro i Packers per 22-10. La settimana successiva Philadelphia batté i Rams 28-22. Nella finale della NFC fece registrare quattro touchdown totali senza perdere palloni in una dominante vittoria sui Commanders per 55–23, qualificandosi per il Super Bowl LIX. Nella finalissima passó 221 yard con 2 touchdown e un intercetto, oltre a correre 72 yard (record per un quarterback nell'evento) e a un touchdown su corsa nella vittoria per 40-22 sui Chiefs. Per la sua prestazione fu il premiato come MVP del Super Bowl.

## Palmarès

### Franchigia
- Super Bowl : 1

Philadelphia Eagles: LIX
- National Football Conference Championship: 2

Philadelphia Eagles: 2022, 2024

### Individuale
- MVP del Super Bowl: 1

2024
- Convocazioni al Pro Bowl: 2

2022, 2023
- Second-team All-Pro: 1

2022
- Giocatore offensivo della NFC del mese: 1

settembre 2022
- Giocatore offensivo della NFC della settimana: 3

12ª e 13ª del 2022, 8ª del 2023
- Quarterback della settimana: 3

3ª e 13ª del 2022, 8ª del 2023
- Bert Bell Award: 1

2022

## Statistiche

### Stagione regolare
| 2020   | PHI    | 15 | 4  | 77    | 148   | 52,0 | 1 061  | 7,2 | 81 | 6  | 4  | 77,6  | 63  | 354   | 5,6 | 24 | 3  | 13  | 59  | 9  | 2  | 1-3-0   |
| 2021   | PHI    | 15 | 15 | 265   | 432   | 61,3 | 3 144  | 7,3 | 91 | 16 | 9  | 87,2  | 139 | 784   | 5,6 | 31 | 10 | 26  | 150 | 9  | 2  | 8-7-0   |
| 2022   | PHI    | 15 | 15 | 306   | 460   | 66,5 | 3 701  | 8,0 | 68 | 22 | 6  | 101,5 | 165 | 760   | 4,6 | 42 | 13 | 38  | 231 | 9  | 2  | 14-1-0  |
| 2023   | PHI    | 17 | 17 | 352   | 538   | 65,4 | 3 858  | 7,2 | 63 | 23 | 15 | 89,1  | 157 | 605   | 3,8 | 24 | 15 | 36  | 222 | 9  | 5  | 11-6-0  |
| 2024   | PHI    | 15 | 15 | 248   | 361   | 68,7 | 2 903  | 8,0 | 67 | 18 | 5  | 103,7 | 150 | 630   | 4,2 | 35 | 14 | 38  | 271 | 9  | 5  | 12-3-0  |
| Totale | Totale | 77 | 66 | 1 248 | 1 939 | 64,4 | 14 667 | 7,6 | 91 | 85 | 39 | 93,5  | 674 | 3 133 | 4,6 | 42 | 55 | 151 | 933 | 45 | 16 | 46-20-0 |

### Play-off
| 2021   | PHI    | 1 | 1 | 23  | 43  | 53,5 | 258  | 6,0 | 35 | 1  | 2 | 60,0  | 8  | 39  | 4,9 | 11 | 0  | 2  | 14  | 1 | 0 | 0-1 |
| 2022   | PHI    | 3 | 3 | 58  | 87  | 66,7 | 579  | 6,7 | 45 | 3  | 0 | 96,9  | 35 | 143 | 4,1 | 28 | 5  | 4  | 8   | 2 | 1 | 2-1 |
| 2023   | PHI    | 1 | 1 | 25  | 35  | 71,4 | 250  | 7,1 | 55 | 1  | 0 | 100,9 | 1  | 5   | 5,0 | 5  | 0  | 3  | 16  | 0 | 0 | 0-1 |
| 2024   | PHI    | 4 | 4 | 65  | 91  | 71,4 | 726  | 8,0 | 46 | 5  | 1 | 108,6 | 34 | 194 | 5,7 | 44 | 5  | 13 | 100 | 1 | 0 | 4-0 |
| Totale | Totale | 9 | 9 | 171 | 256 | 66,8 | 1813 | 7,1 | 55 | 10 | 3 | 95,4  | 78 | 381 | 4,9 | 44 | 10 | 22 | 138 | 4 | 1 | 6-3 |

Fonte: Pro Football Reference
Legenda

In grassetto i record personali in carriera

     Vincitore del Super Bowl

     Super Bowl MVP

     Leader della lega